# Ivar el Desossat
Ivar Ragnarsson (norrè occidental antic: Ívarr beinlausi Ragnarsson), conegut com a Ivar sense ossos fou un capitost viking que va liderar, juntament amb els seus germans, el Gran exèrcit pagà que va intentar conquerir Anglaterra durant el segle ix. Ivar era fill del llegendari viking Ragnar Lodbrok i, com ell, tenia reputació de ser un gran guerrer. El cronista medieval Adam de Bremen, en la seva obra Gesta Hammaburgensis ecclesiae pontificum, descriu que "El més cruel de tots fou Ingvar, fill de Lodbrok, que arreu matava els cristians enmig de turments". Assenyalem que l'Adam de Bremen l'anomena Ingvarr i no pas Ívarr. Ívarr i Ingvarr/Yngvarr són andrònims diferents; de fet, el Ragnarssona þáttr indica que l'Ívarr beinlausi tenia un germà que es deia Yngvarr. És possible que l'Adam de Bremen confongués els dos germans, però també és possible que es referís específicament a Ingvarr i no pas a Ivar, ja que l'Ingvarr va matar sant Edmund i d'altres cristians torturant-los fins a la mort. Ivar va morir el 873.

## Invasió d'Anglaterra
El 865, Ivar i els seus germans Hálfdan Ragnarsson i Hubbi Ragnarsson van liderar una host de vikings, coneguda com el Gran exèrcit pagà, amb el propòsit de conquerir Anglaterra. Primer van conquerir el regne d'Ànglia de l'Est i després avançaren cap al nord conquerint York, que formava part del regne de Nortúmbria, que, en aquell temps, es trobava immers en una guerra civil entre Ælla de Nortúmbria i el seu germà Osberht de Nortúmbria. Els danesos van derrotar i matar ambdós.
A Ivar se li atribueix l'assassinat del rei Edmund d'Ànglia el 869. Segons fonts de l'època, el rei es va negar a ser vassall dels danesos i Ivar va ordenar que el lliguessin a un arbre i fos assagetat com Sant Sebastià màrtir.
El 869 Ivar va marxar cap a terres del nord o Irlanda, probablement Dublín.

## Uí Ímair
Es creu que Ivar va fundar la dinastia dels Uí Ímair or Casa d'Ívarr, que va governar Nortúmbria entre el segle ix i X, així com la Mar d'Irlanda i el Regne de Dublín.
Els seus descendents també governaren les Hèbrides com a vassalls dels reis de Noruega.

## Mort
Ivar desapareix de les cròniques el 870 i no se sap del cert la seva fi, si bé els Annals fragmentaris d'Irlanda citen que el fundador dels Uí Ímair va morir el 873 d'una malaltia. El Ragnarssona þáttr refereix que va morir de vellesa a Anglaterra on també hi fou enterrat.
El 1686 es va descobrir a prop d'una granja a Repton, Derbyshire, les restes d'una tomba vikinga. El nombre d'esquelets al voltant del mort sumaven dos-cents guerrers i cinquanta guerreres, corresponent a l'enterrament d'un viking de molta alta graduació, com podria ser Ivar.